# デトロイト・ピストンズのチーム記録
デトロイト・ピストンズチーム記録はNBAのデトロイト・ピストンズのチーム記録である。
現役選手の記録も取り上げる。各部門のランク中（現役）は現在このチームに在籍していることを表す。

## 通算得点
1. 18,822　アイザイア・トーマス
2. 16,401　ジョー・デュマース
3. 15,488　ボブ・レイニア
4. 15,235　デイブ・ビン
5. 12,665　ビル・レインビア
6. 11,582　リチャード・ハミルトン
7. 10,146　ヴィニー・ジョンソン
8. 10,006　テイショーン・プリンス
9. 9,393　グラント・ヒル
10. 9,023　ジョン・ロング

## 通算リバウンド
1. 9,430　ビル・レインビア
2. 8,199　アンドレ・ドラモンド（現役）
3. 8,063　ボブ・レイニア
4. 7,264　ベン・ウォーレス
5. 6,299　デニス・ロッドマン
6. 5,200　ラリー・フォウスト
7. 4,986　ウォルター・デュークス
8. 4,947　デイブ・ディバッシャー
9. 4,583　ベイリー・ハウエル
10. 4,508　レイ・スコット

## 通算アシスト
1. 9,061　アイザイア・トーマス
2. 4,612　ジョー・デュマース
3. 4,330　デイブ・ビン
4. 2,984　チャンシー・ビラップス
5. 2,720　グラント・ヒル
6. 2,661　ヴィニー・ジョンソン
7. 2,419　リチャード・ハミルトン
8. 2,256　ボブ・レイニア
9. 2,074　テイショーン・プリンス
10. 2,038　リンジー・ハンター

## 通算ブロック(73-74シーズンから)
1. 1,486　ベン・ウォーレス
2. 1,070　テリー・タイラー
3. 927　アンドレ・ドラモンド（現役）
4. 859　ボブ・レイニア
5. 857　ビル・レインビア
6. 709　ジョン・サリー
7. 623　ラシード・ウォーレス
8. 426　ジェイソン・マキシエル
9. 448　テイショーン・プリンス
10. 399　デニス・ロッドマン

## 通算スティール(73-74シーズンから)
1. 1,861　アイザイア・トーマス
2. 931　ベン・ウォーレス
3. 902　ジョー・デュマース
4. 896　リンジー・ハンター
5. 823　アンドレ・ドラモンド（現役）
6. 785　クリス・フォード
7. 708　ヴィニー・ジョンソン
8. 694　グラント・ヒル
9. 649　ジョン・ロング
10. 632　ビル・レインビア

## 出場試合
1. 1,018　ジョー・デュマース
2. 979　アイザイア・トーマス
3. 937　ビル・レインビア
4. 798　ヴィニー・ジョンソン
5. 792　テイショーン・プリンス
6. 703　リンジー・ハンター
7. 681　ボブ・レイニア
8. 675　デイブ・ビン
9. 655　ベン・ウォーレス
10. 631　リチャード・ハミルトン

## 3ポイントシュート（NBAでは79-80より公式記録）成功
1. 990　ジョー・デュマース
2. 890　チャンシー・ビラップス
3. 793　リンジー・ハンター
4. 581　ラシード・ウォーレス
5. 510　テイショーン・プリンス
6. 495　テリー・ミルズ
7. 487　サディック・ベイ（現役）
8. 479　ケンテイビアス・コールドウェル＝ポープ（現役）
9. 469　レジー・ジャクソン（現役）
10. 413　リチャード・ハミルトン

## フリースロー成功
1. 4,036　アイザイア・トーマス
2. 3,691　デイブ・ビン
3. 3,423　ジョー・デュマース
4. 2,936　ボブ・レイニア
5. 2,553　グラント・ヒル
6. 2,465　リチャード・ハミルトン
7. 2,372　ベイリー・ハウエル
8. 2,336　チャンシー・ビラップス
9. 2,300　ラリー・フォウスト
10. 2,262　ジェリー・スタックハウス

## 50得点以上
- 57得点　ジェリー・スタックハウス
- 56得点　ケリー・トリピューカ
- 54得点　デイブ・ビン
- 52得点　ジョージ・ヤードリー
- 51得点　ジョージ・ヤードリー
- 51得点　サディック・ベイ
- 50得点　リチャード・ハミルトン
- 50得点　ブレイク・グリフィン
- 50得点　マラカイ・フリン

## その他
- シーズン平均得点=29.8　ジェリー・スタックハウス
- 新人最多得点
  - 20.0　デイブ・ビン
- 地元で行なわれたインディアナ・ペイサーズ戦での乱闘で課せられた両チームの選手への出場停止処分は延べ試合数で過去最高。（インディアナ・ペイサーズ#2004年の乱闘事件を参照のこと。）

トリプルダブル
- 29回　グラント・ヒル
- 5回　アイザイア・トーマス
- 4回　ボブ・レイニア

## 主なアメリカ国籍以外の選手
- メメット・オカー（トルコ）
- ヨナス・イェレブコ（スウェーデン）
- エルサン・イルヤソバ（トルコ）
- キリアン・ヘイズ（フランス）
- ボヤン・ボグダノビッチ（クロアチア）
- マルコム・カザロン（フランス）
- シモーネ・フォンテッキオ（イタリア）
- エバン・フォーニエ（フランス）